# یواس‌اس جان اف. کندی (سی‌وی‌ان-۷۹)
یواس‌اس جان اف. کندی (سی‌وی‌ان-۷۹) (به انگلیسی: USS John F. Kennedy (CVN-79)) یک ناو هواپیمابر درحال ساخت متعلق به ناوگان دریایی هسته‌ای نیروی دریایی ایالات متحده آمریکا است، که طول آن ۱٬۱۰۶ فوت (۳۳۷ متر) می‌باشد.این ناو دومین ناو از کلاس جرالدفورد می باشد که در کارخانه کشتی سازی ویرجینیا درحال ساخت هست این ناو بعد از ناو جرالد فود دومین ناو پیشرفته و همچنین بزرگ جهان هست .